# Cheironitis sterculius
Cheironitis sterculius är en skalbaggsart som beskrevs av Ernst Ballion 1870. Cheironitis sterculius ingår i släktet Cheironitis och familjen bladhorningar. Inga underarter finns listade i Catalogue of Life.